# Martin Pagenkopf
Martin Pagenkopf (* 1944 in Potsdam) ist ein deutscher Jurist und ehemaliger Richter am Bundesverwaltungsgericht.

## Leben
An der Rheinischen Friedrich-Wilhelms-Universität Bonn studierte Pagenkopf evangelische Theologie und Rechtswissenschaften. Nach dem Abschluss der juristischen Ausbildung wurde er im November 1973 Richter am Verwaltungsgericht Köln. 1976 wurde er Richter auf Lebenszeit. 1978 promovierte Martin Pagenkopf an der Universität in Bonn zum Thema Zur Abtretung künftiger Forderungen. Er wurde im April 1979 an das Bundesjustizministerium abgeordnet und während der Abordnung im Juni 1981 zum Richter am Oberverwaltungsgericht ernannt. 1983 wurde er an das Bundesjustizministerium versetzt und zugleich zum Regierungsdirektor ernannt. Im Juni 1989 erfolgte die Ernennung zum Richter am Bundesverwaltungsgericht.
Am Bundesverwaltungsgericht war er zunächst dem 3. Revisionssenat zugeteilt, der sich mit Lastenausgleichs- und Entschädigungsrecht, Gesundheitsverwaltungs-, Lebensmittel-, Landwirtschafts-, Verkehrs- und Subventionsrecht befasst. Nach neunjähriger Mitgliedschaft im 3. Revisionssenat wechselte er in den 8. Revisionssenat und wurde 1999 dessen stellvertretender Vorsitzender. Der 8. Revisionssenat war für das Kommunalrecht und die Regelung offener Vermögensfragen zuständig. Ende Dezember 2009 trat er in den Ruhestand.
Neben seiner richterlichen Tätigkeit ist er auch Mitautor eines Kommentars zum Grundgesetz und verfasste mehrere Auflagen eines Werkes zur Referendarausbildung.

## Veröffentlichungen
- Martin Pagenkopf/Axel Rosenthal/Anuschka Rosenthal, Der Vortrag im 1. juristischen Examen – 30 Prüfungsvorträge aus dem Zivilrecht, Strafrecht und öffentlichen Recht für die staatliche Pflichtfachprüfung, Boorberg Verlag, Stuttgart, München, Hannover, Berlin, Weimar, Dresden, 2007, ISBN 978-3-415-03864-6.
- Martin Pagenkopf/Oliver Pagenkopf/Axel Rosenthal, Der Aktenvortrag im Assessorexamen – 23 Prüfungsvorträge aus dem Zivilrecht, Strafrecht und öffentlichen Recht, 3. Aufl., Boorberg Verlag, Stuttgart, München, Hannover, Berlin, Weimar, Dresden, 2006, ISBN 3-415-03735-5.
- Martin Pagenkopf, Das preussische OVG und Hauptmanns "Weber": ein Nachtrag zum 125. Geburtstag von Gerhart Hauptmann, Bundesanzeiger Verlag, Köln 1988, ISBN 3-88784-180-8.
- Martin Pagenkopf, Zur Abtretung künftiger Forderungen (Diss.), Universität Bonn, Rechts- und Staatswissenschaftliche Fakultät, 1978.